# Bechtel
Bechtel Corporation (рус. «Бектел») — крупнейшая строительная компания и 4-я крупнейшая частная компания (англ. closed corporation) в США. Штаб-квартира компании расположена в Сан-Франциско. В 2017 году в группе компаний «Бектэл» работало более 50 тыс. человек на объектах более чем в 50 странах (в 2006 г. — 40 тыс. человек). Выручка за 2016 финансовый год составила 32,9 млрд долл. США (за 2006 финансовый год — 20 млрд долл. США).

## Собственники
Семья Бектэл владеет компанией «Бектэл» с момента её учреждения в 1925 году.
На данный момент компанию возглавляет Райли Бектэл — внук основателя компании.

## История
Компания ведёт свою историю от 1898 года, когда её основатель — фермер Уоррен А. Бектел перебрался со своим стадом мулов из Канзаса в Оклахому на строительство железных дорог. В 1906 г. он получил свой первый субподряд в Калифорнии на строительстве Западно-Тихоокеанской железной дороги (англ. Western Pacific Railroad). В 1919 г. Уоррен А. Бектел взял субподряд на строительство шоссе Klamath River Highway — первый строительный подряд вне железнодорожного строительства.
В 1925 г. была зарегистрирована компания «Бектел». К этому времени Уоррен А. Бектел стал одним из ведущих строительных подрядчиков на Западе США.

## Деятельность
Компания «Бектэл» участвовала в строительстве плотины Гувера в 1930-х годах. Во время Второй мировой войны компания строила автодорогу Canol, реконструировала нефтеперерабатывающие заводы в Бахрейне и Саудовской Аравии, а также занималась судостроением.
После войны компания принимала участие в таких крупных строительных проектах, как строительство Евротоннеля, множестве проектов в области электроэнергетики, ядерной энергии (АЭС Калверт Клифс), нефтепереработки и сжижения природного газа (заводы СПГ в Экваториальной Гвинее, Анголе, Австралии, США), в строительстве пригородно-городского метрополитена BART в Сан-Франциско, промышленного города Эль-Джубайль и Королевского торгового центра в городе Наджран в Саудовской Аравии, международных аэропортов в Гонконге и Дохе (Катар), Big Dig в Бостоне, восстановлении гражданской инфраструктуры Ирака, финансируемом Агентством США по международному развитию, в транспортировке и установке более 35 тысяч трейлеров и мобильных домов для жертв урагана Катрина в штате Миссисипи.
На протяжении нескольких лет компания «Бектэл» владела и управляла электростанциями, нефтеперерабатывающими заводами, системами водоснабжения и аэропортами в нескольких странах, включая США, Турцию и Великобританию.
В апреле 2013 года компания объявила о присоединении к проекту Planetary Resources, целью которого является разработка полезных ископаемых на космических астероидах. Бектел будет выступать в качестве партнёра и инвестора Planetary Resources.

## Критика
Размер капитала семьи Бектэл, её политическое влияние и склонность к закрытости сделала эту семью постоянной целью для журналистов и политиков с 30-х годов XX века. Семья Бектэл поддерживала и поддерживает тесные связи с различными администрациями США, в том числе с администрациями Никсона, Рейгана, Джорджа Буша-старшего, Клинтона, Джорджа Буша-младшего. Семья Бектэл также поддерживает тесные связи с руководством других государств, в частности — с королевской семьёй Саудовской Аравии.
Длительное вовлечение компании Бектэл в деятельность, связанную с нефтегазовой отраслью, ядерной энергетикой, водным хозяйством сделало её целью растущей критики со стороны антиглобалистов и экологических движений.
В последнее время компания критикуется за участие в проекте Big Dig, за её финансовые связи с семьёй бен Ладен, способ, которым были получены контракты на восстановление Ирака после вторжения в 2003 году. Политики в США и Европе упрекали администрацию президента Буша-младшего и компанию «Бектел» во взаимных коррупционных назначениях на должностные посты.